# Carsoli
Carsoli (pronuncia /karˈsɔli/; Carsòi in dialetto locale) è un comune italiano di 4 974 abitanti della provincia dell'Aquila in Abruzzo.

## Geografia fisica

### Territorio
(Ha Carsoli un terren frigido, e poco acconcio il frutto a generar di olivo; ma per biade produr fecondo loco.)»
(Ovidio, Fasti, libro IV, capitolo IV)

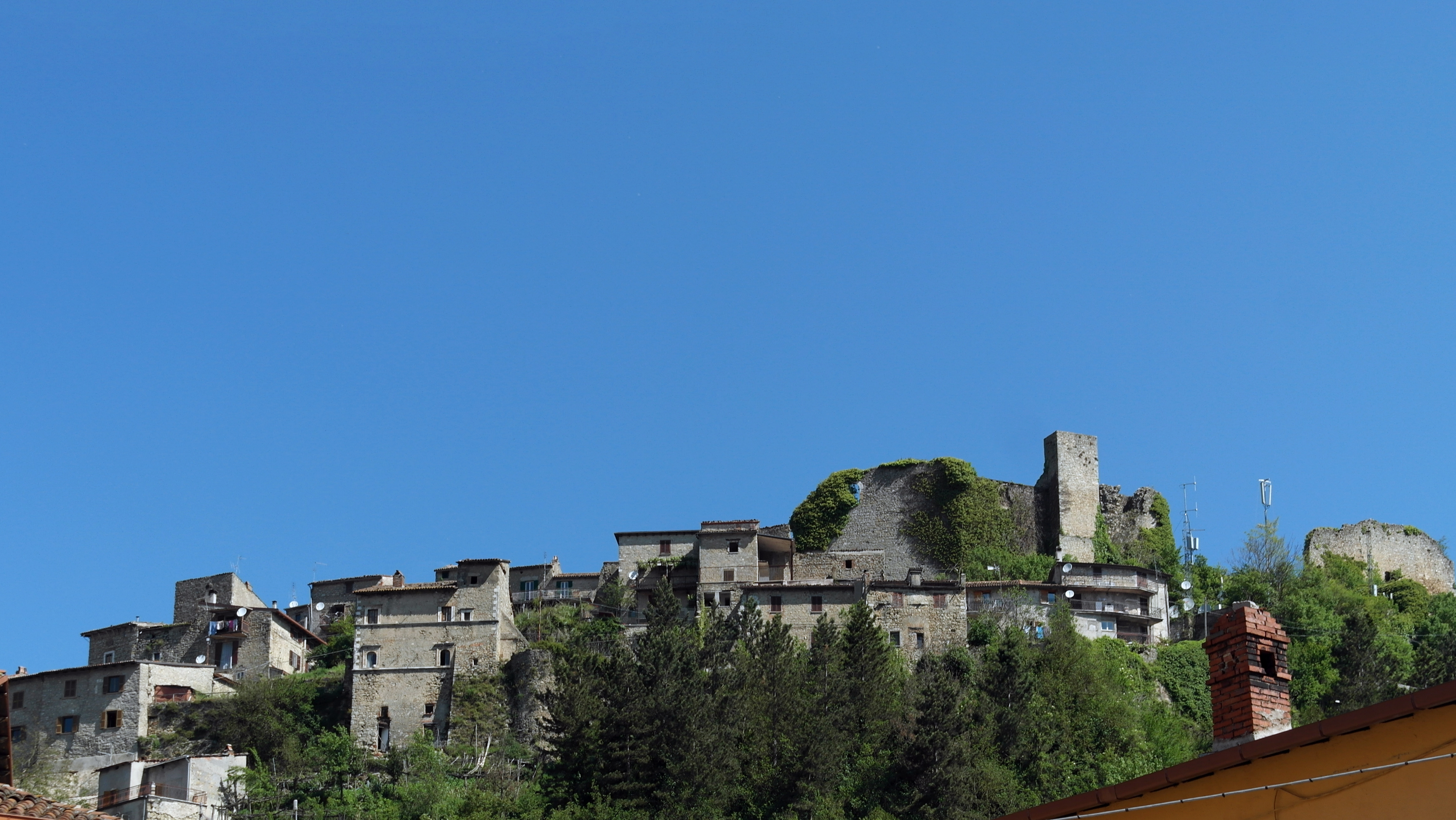
Ruderi del castello sul colle Sant'Angelo

La cittadina, circondata dai monti Carseolani, è situata al confine dell'Abruzzo marsicano con il Lazio, sul versante settentrionale della piana del Cavaliere alle pendici del monte Fontecellese (1623 m s.l.m.). Il nucleo urbano si articola in due zone, la parte più antica che sorge a circa 650 m s.l.m. sul colle Sant'Angelo, dove si trova il castello medievale, e la parte moderna a poco più di 600 m s.l.m.
A ridosso del casello Carsoli-Oricola dell'autostrada A24 si sviluppa l'area artigianale, industriale e commerciale della piana del Cavaliere lungo la strada statale 5 Via Tiburtina Valeria.

#### Idrografia
Il nucleo urbano di Carsoli è attraversato dal fiume Turano che forma nel confinante territorio reatino l'omonimo lago artificiale. Il corso d'acqua è alimentato da due torrenti, il Rio Sant'Antonio e il Rio Valle Mura, le cui sorgenti si trovano sul monte Bove. In località Valle Mura, non distante da Tufo Basso, è stata realizzata una diga artificiale dotata di vasche di laminazione circondate da terreni in servitù di allagamento, onde evitare esondazioni a valle del Rio Valle Mura e del fiume Turano.

### Clima
Una delle caratteristiche climatiche più interessanti del luogo, e che si verifica in tutte le stagioni, è la forte escursione termica diurna: in condizioni di cielo sereno, calma di vento ed elevata umidità relativa si arriva fino a 20 °C di variazione, complici la forte vegetazione e il verde preponderante che amplificano gli scambi termici ed igrometrici giornalieri, consentendo una forte e rapida evapotraspirazione.
La media pluviometrica annuale si attesta intorno ai 1 100 mm ed è tra le più elevate della provincia dell'Aquila, grazie soprattutto all'apertura verso ovest della valle, che così beneficia al meglio delle correnti umide occidentali. Con aria fredda al suolo, in inverno, si raggiungono con facilità i −10 °C anche in centro paese. In generale il clima è fresco nelle stagioni intermedie, non eccessivamente freddo in inverno e non eccessivamente caldo in estate.
Con perturbazioni occidentali il luogo beneficia di abbondanti precipitazioni, mentre con afflusso di aria fredda da oriente, le giornate sono tipicamente serene, con bassa umidità relativa e vento anche forte di caduta dai monti posti alle spalle del paese, determinante un moderato riscaldamento dell'aria. La neve cade in quantità modesta, a causa della quota non elevatissima, e principalmente con perturbazioni di matrice occidentale.

## Origini del nome

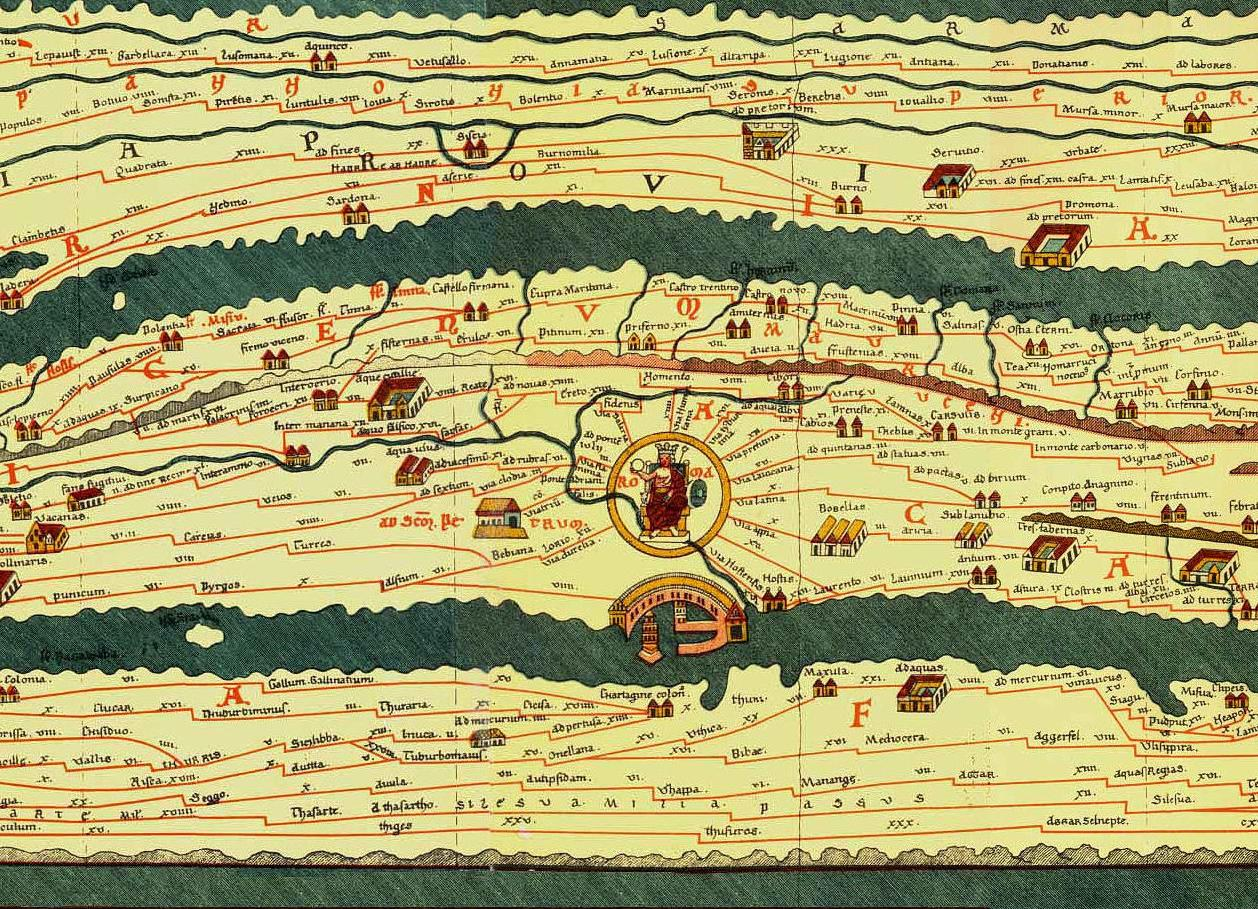
Carsioli a destra di Roma nella Tavola Peutingeriana

Il toponimo deriva dal termine latino "Carsiolis" (o "Carseolis") relativo all'antica città popolata dagli Equi e presa dai Romani nel IV secolo a.C.; ha attestazioni in Ovidio, Livio e Strabone; deriva dalla base prelatina *kar(s) ‘roccia’.
Un'ipotesi fantasiosa che fa derivare il toponimo da un termine ebraico, con significato di "città della volpe" o "del lupo", trova un riscontro in Ovidio, che nel libro IV dei Fasti (come riportato da Anton Ludovico Antinori nel I volume degli Annali degli Abruzzi) riferisce di un leggendario episodio accaduto a Carsoli cui fece seguito l'istituzione della "corsa delle volpi" ai giochi cerealici che avevano luogo a Roma il 20 maggio di ogni anno.

## Storia

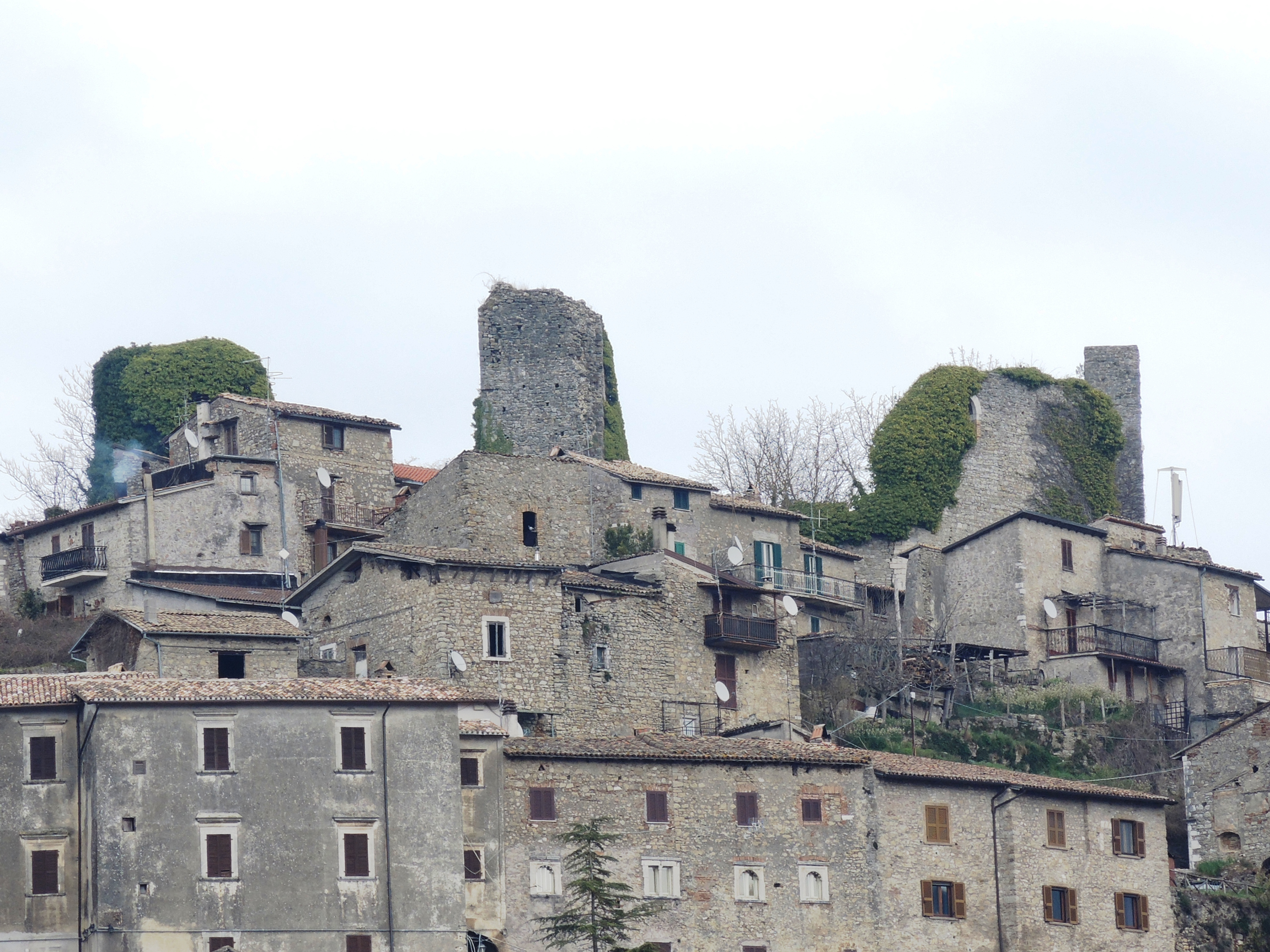
I ruderi del castello di Carsoli

### Origini
L'antica Carsioli (o Carseoli) era situata sulla via Tiburtina Valeria a circa 63 chilometri da Roma e tre chilometri a ovest rispetto al contemporaneo centro urbano di Carsoli, in località Civita, dove sono stati rinvenuti numerosi resti dell'antica città. Carsioli fu sottomessa dai Romani alla fine del IV secolo a.C. e rappresentò, insieme ad Alba Fucens, un importante avamposto fortificato, in area equa, contro gli attacchi del popolo antico dei Marsi. All'inizio del II secolo d.C., con la divisione dell'Italia in 17 province e la riorganizzazione amministrativa voluta da Adriano, entrò a far parte della provincia Valeria nella Samnium Regio.

### Medioevo
La caduta dell'Impero Romano d'occidente porta Carsioli, con tutta l'area marsicana, sotto il controllo dei Longobardi: le loro continue incursioni, anche qui, provocano devastazioni e distruzioni. Nonostante ciò ancora nel VII secolo, Paolo Diacono nell'opera Historia Langobardorum, parla di "Carseoli" come di una delle città principali della provincia Valeria, zona annessa al ducato di Spoleto.
La successiva comparsa dei Franchi sul territorio italiano causò una forte riduzione dei possedimenti degli aristocratici longobardi; in particolare il ducato spoletino fu notevolmente ridimensionato. Si costituì così la contea dei Marsi, tra la fine del IX e l'inizio del X secolo. Tra il X e l'XI secolo Carsioli venne indicata anche con il nome di "Sala", per concessione fatta dalla allora potente abbazia di Subiaco.
Nel 993 quando il conte dei Marsi Rainaldo scelse di risiedere a Carsoli, con il figlio Berardo e il fratello Gualtiero, donò al monastero sublacense notevoli territori carseolani fra cui la chiesa di Santa Maria in Cellis.
Durante l'episcopato di Pandolfo, nel 1048, a causa della rivalità fra i conti dei Marsi, uno di questi, Attone, si creò una propria diocesi con sede nella chiesa di Santa Maria in Cellis. Lo scisma durò fino al 1057, quando il sinodo romano di quell'anno riconobbe Pandolfo come unico vescovo dei Marsi.
In seguito al rafforzamento del sistema difensivo di colle Sant'Angelo e alla costruzione del castello che, sotto i Normanni, Carsoli divenne sede comitale dell'omonima contea. Il toponimo "Cellis", rimasto a indicare la chiesa di Santa Maria, nella forma di Celle Carsolarum o più semplicemente Celle, è riportato dai documenti più antichi che riguardano l'aggregato urbano che si andava formando sulle pendici di colle Sant'Angelo intorno al castello-recinto. Il colle più tardi avrebbe definitivamente preso il nome di Carsoli.
I successori di Berardo e Oderisio si spartiranno il territorio, abitando uno nel castello di Oricola, l'altro a Colli di Monte Bove, il terzo nel castello di Sant'Angelo alle Celle. Gradualmente molte terre verranno donate, dagli stessi conti, ai principali monasteri dell'Italia centrale, in particolare a Farfa, Subiaco e Montecassino. I monaci si sostituiranno così ai legittimi feudatari, almeno fino all'epoca sveva, quando, sotto Federico Barbarossa, Celle venne assediata e di nuovo occupata militarmente; nel 1176 il re di Sicilia, Guglielmo il Buono, subì in questi luoghi una pesante sconfitta contro gli svevi.
Nel XII secolo il territorio carseolano, secondo una tradizione del luogo, ospitò san Francesco d'Assisi.
Verso la fine del secolo, il paese vide il passaggio di Corradino di Svevia e di Carlo I d'Angiò.
A quest'ultimo sarebbe da attribuirsi, secondo alcuni studiosi, la costruzione della chiesa di Santa Vittoria che però, secondo altri storici, sarebbe più antica.

### Età moderna e contemporanea
Passata sotto il ducato di Tagliacozzo, unitamente alla baronia carseolana e alla contea di Albe, anche Carsoli divenne un feudo degli Orsini, per passare stabilmente durante la seconda metà del XVI secolo sotto i Colonna, restando sede baronale fino all'abolizione dei feudi attuata a cominciare dal 1806. La peste del 1656 decimò la popolazione residente che in pochi mesi passò da 1600 a 300 unità. La seconda metà del Seicento fu caratterizzata dal dispotismo di un "signore" del luogo, Giovanni Festa De Leoni, contro il quale nel 1686 scoppiò a Carsoli e nei centri limitrofi, una violenta sollevazione popolare. La tirannia del feudatario terminò nel 1690 quando questi accusato di connivenza con gli Orsini venne ucciso sotto l'arco di Sbarrino, nei pressi della cinta muraria del borgo fortificato.
Carsoli, situata alla frontiera del Regno delle Due Sicilie con lo Stato Pontificio, è stata inevitabilmente coinvolta in tutte le principali vicende politiche e sociali del Settecento e dell'Ottocento.
Il comune carseolano non subì danni irreparabili dai terremoti della Marsica del 1904 e del 1915.
Nei primi anni della seconda guerra mondiale, tra il 1940 e 1943, Carsoli fu uno dei comuni dell'Abruzzo a essere designato dalle autorità fasciste come luogo di internamento civile per profughi ebrei stranieri presenti in Italia. Gli internati furono 17, uno dei gruppi più numerosi nella provincia dell'Aquila. Diversi furono i militari deportati nei lager dai nazisti.
La cittadina fu devastata dai bombardamenti aerei degli Alleati: il 16 aprile 1944 si registrarono 39 vittime, altre due persone furono uccise da un altro attacco aereo. Il 25 maggio 1944 la città fu scena di un eccidio nazista. Nel 1944 vi furono diversi cittadini, tra i partigiani impegnati nella resistenza.
A cominciare dagli anni sessanta Carsoli ha fatto registrare uno sviluppo urbanistico ed economico, agevolato grazie all'apertura dell'autostrada A24 e alla conseguente creazione del distretto industriale della piana del Cavaliere.

### Simboli
Lo stemma è stato riconosciuto con D.P.C.M. del 17 marzo 1958. Nello stemma è rappresentata in campo azzurro un'aquila sorante su un portale d'argento con arco a tutto sesto chiuso da un portone d'oro.
Il gonfalone, concesso con D.P.R. del 29 aprile 1958, è un drappo troncato di bianco e di azzurro.

## Monumenti e luoghi d'interesse

### Architetture religiose

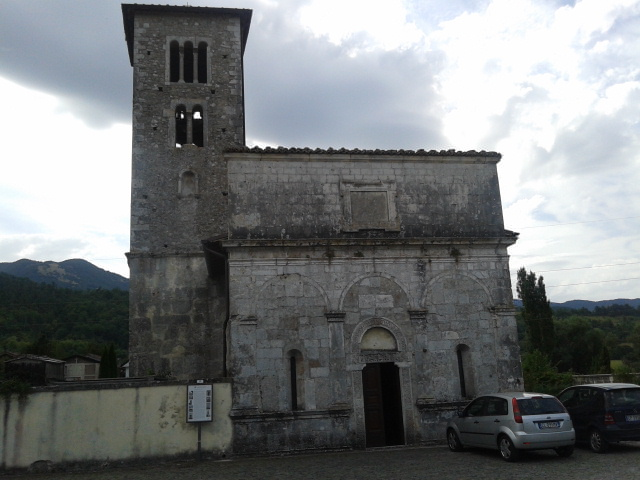
Chiesa di Santa Maria in Cellis

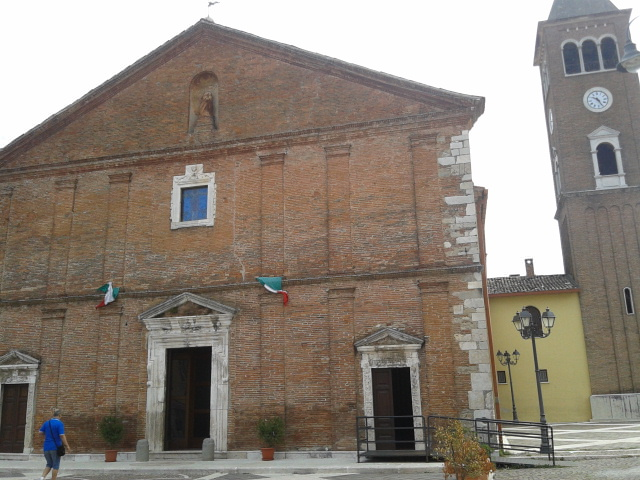
Chiesa di Santa Vittoria

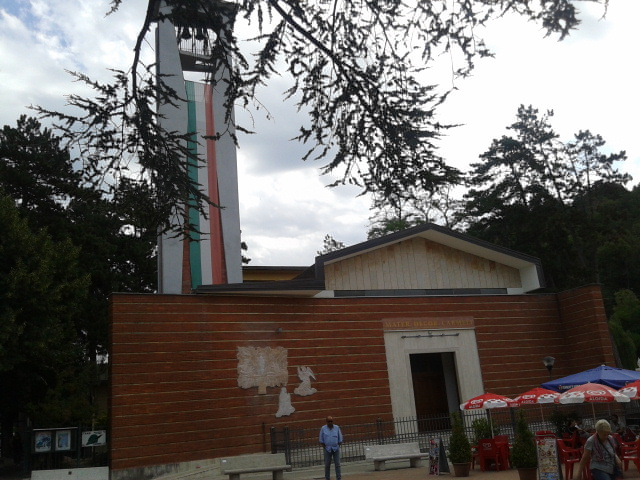
Chiesa della Madonna del Carmine

Chiesa di Santa Maria in CellisAntico edificio di culto edificato nel X secolo. Una nicchia esterna, posizionata al centro del campanile, conserva la supposta immagine di Carlo I d'Angiò.
Chiesa di Sant'AntonioCitata in un documento del 1576 venne utilizzata come hospitale-ricovero. Dedicata a Sant'Antonio Abate successivamente è stata adibita ad asilo.
- Chiesa di Santa Vittoria.
- Chiesa nuova della Madonna del Carmine.
- Ruderi della chiesa di Sant'Angelo presso il castello.
- Chiesetta di Santa Maria della Presentazione (detta comunemente "chiesetta di Santa Martellecchia"), situata sulla via Tiburtina Valeria tra Carsoli e Colli di Monte Bove, all'altezza del bivio per Montesabinese[34].
- Chiesetta di San Vincenzo di Saragozza (localmente nota anche come "chiesetta della Madonna delle Rose")[35].
- Chiese di San Nicola, Sant'Antonio, San Berardo, Santa Maria della Speranza e San Rocco e la grotta Sant'Angelo a Colli di Monte Bove.
- Chiese di San Giovanni Battista e Sant'Atanasio a Montesabinese.
- Chiesa parrocchiale e Madonna delle Grazie a Pietrasecca.
- Convento e chiesa di San Francesco, chiese di Santa Maria Assunta, San Pietro, San Rocco e Madonna delle Grazie a Poggio Cinolfo.
- Chiesa di Santo Stefano a Tufo Alto.
- Chiese della Madonna delle Grazie e di San Giuseppe a Tufo Basso e della Madonna del Carmine in località Villetta.
- Chiese di San Nicola, San Martino e San Rocco a Villa Romana[36][37][38].

### Architetture militari

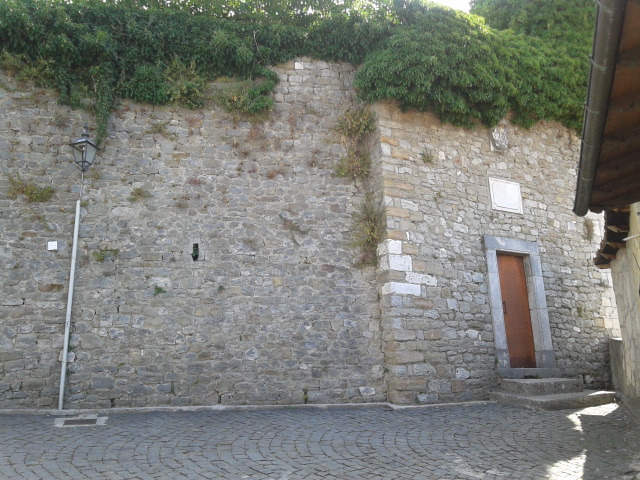
Il castello di Carsoli

Castello di CarsoliIl castello di colle Sant'Angelo, noto anche come Forte de' Leoni, venne costruito con ogni probabilità, intorno all'anno mille dai conti dei Marsi. Nel XIV secolo passò prima sotto il dominio degli Orsini e poi fu dei Colonna. Posto in posizione strategica su tutta l'area della Piana del Cavaliere e del Turano e in comunicazione con il castello di Oricola, rappresenta bene il sistema difensivo attuato in zona dagli Angioini nel XIII secolo. I resti del castello, nel cuore del borgo di Colle Sant'Angelo, rappresentano la parte più antica di Carsoli. Dal 2013 la proprietà è passata dalla famiglia De Leoni all'amministrazione comunale.

### Monumenti
- Monumento ai caduti delle guerre, opera dello scultore Francesco Marcangeli[41].
- Statua in bronzo dedicata a Sandro Iacuitti sul monte Fontecellese (1623 m s.l.m.)[42].

### Siti archeologici
CarsioliIl sito dell'antica città di origine equa Carsioli (detta anche Carseoli) fu localizzato nel 1645 nella località di Civita di Oricola dal famoso cartografo Lukas Holstenius. Da allora nelle antiche mappe topografiche la città venne indicata nei pressi della contemporanea frazione oricolana. La prima vera e propria ricognizione dell'area archeologica fu eseguita da due archeologi, il tedesco George J. Pfeyffer e il collega britannico Thomas Ashby nel 1901. Cinta muraria e ruderi sono presenti in posizione nord rispetto all'abitato di Civita. In direzione ovest, in località Muro Pertuso oltre il bosco di Sesera, sono visibili i resti di un acquedotto romano. Dopo la conquista romana avvenuta nel 298 a.C. Carsioli divenne, insieme ad Alba Fucens, un'importante colonia che qui contava circa 4000 uomini. Antichissime iscrizioni presenti in un miliare, un piedistallo, ed alcune epigrafi sono ancora visibili lungo le contrade che circondano l'antica via Valeria. Nell'area denominata Porta di Civita è emersa parte di un pavimento musivo con tessere bianche e nere.
Valle MuraSito produttivo risalente tra il III e il I secolo a.C. Sviluppatosi con l'occupazione romana del territorio carseolano fu in attività fino all'epoca medievale. La vicina necropoli risale invece ad un arco temporale precedente che spazia tra il IX e il VI secolo a.C. Con ogni probabilità fu realizzato su un precedente sito di epoca protostorica (XII-X secolo a.C.).
- Area degli scavi effettuati nel 1950 da Antonio Cederna e Lucos Cozza. Da diverse trincee di scavo sono tornati alla luce innumerevoli bronzetti, frammenti di teste, facce, gambe, piedi, mani e, tra gli altri rinvenimenti, decine e decine di monete, tra cui quella con Giano bifronte[46][47].
- Grotta di Sant'Angelo[48]

### Aree naturali
Riserva naturale speciale delle Grotte di PietraseccaArea naturale protetta dell'Abruzzo, istituita nel 1992. L'area carsica presenta la grotta grande del Cervo e quella dell'Ovito dove sono stati scoperti, nel 2015, i cosiddetti "rami aquilani" grazie ad un lavoro di ricerca ed esplorativo che ha permesso di rilevare per la prima volta 200 metri di ulteriore profondità della grotta.
Bosco di SeseraSito di interesse comunitario situato tra i 570 e i 640 m s.l.m. La superficie del bosco è pari a circa 598 ettari e ricade per oltre il 90% nel territorio comunale di Oricola e per il resto in quello di Carsoli, segnando il confine con i comuni di Riofreddo, Vallinfreda e Vivaro Romano. Secondo una leggenda il luogo fu dimora del generale Sisara dal quale il bosco avrebbe acquisito il toponimo. La vegetazione del bosco consiste in sempreverdi come castagni, cerri, faggi, pioppi e querce.
Il parco del ColonnelloParco esteso su 15.000 m² tra sentieri e aree attrezzate presenta alcuni percorsi acrobatici. Nel territorio può essere praticato il canyoning con la guida di personale qualificato.

## Società

### Evoluzione demografica
Abitanti censiti

### Etnie e minoranze straniere
I cittadini stranieri residenti a Carsoli rilevati dall'Istat al 31 dicembre 2020 erano 551, pari circa all'11% della popolazione residente.

### Lingue e dialetti

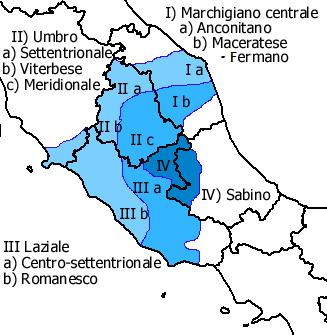
Dialetti italiani mediani

Il dialetto di Carsoli e del suo territorio si inserisce nel gruppo carseolano (o sublacense) del dialetto sabino, che appartiene ai dialetti italiani mediani. È parlato attorno a Carsoli fra la Marsica e la valle dell'Aniene.

### Tradizioni e folclore
Il 23 agosto si svolge annualmente la festa patronale di santa Vittoria, patrona del comune di Carsoli.

## Cultura

### Musei
Museo privato dell'agricoltura eroica a Montesabinese.

## Geografia antropica

### Frazioni

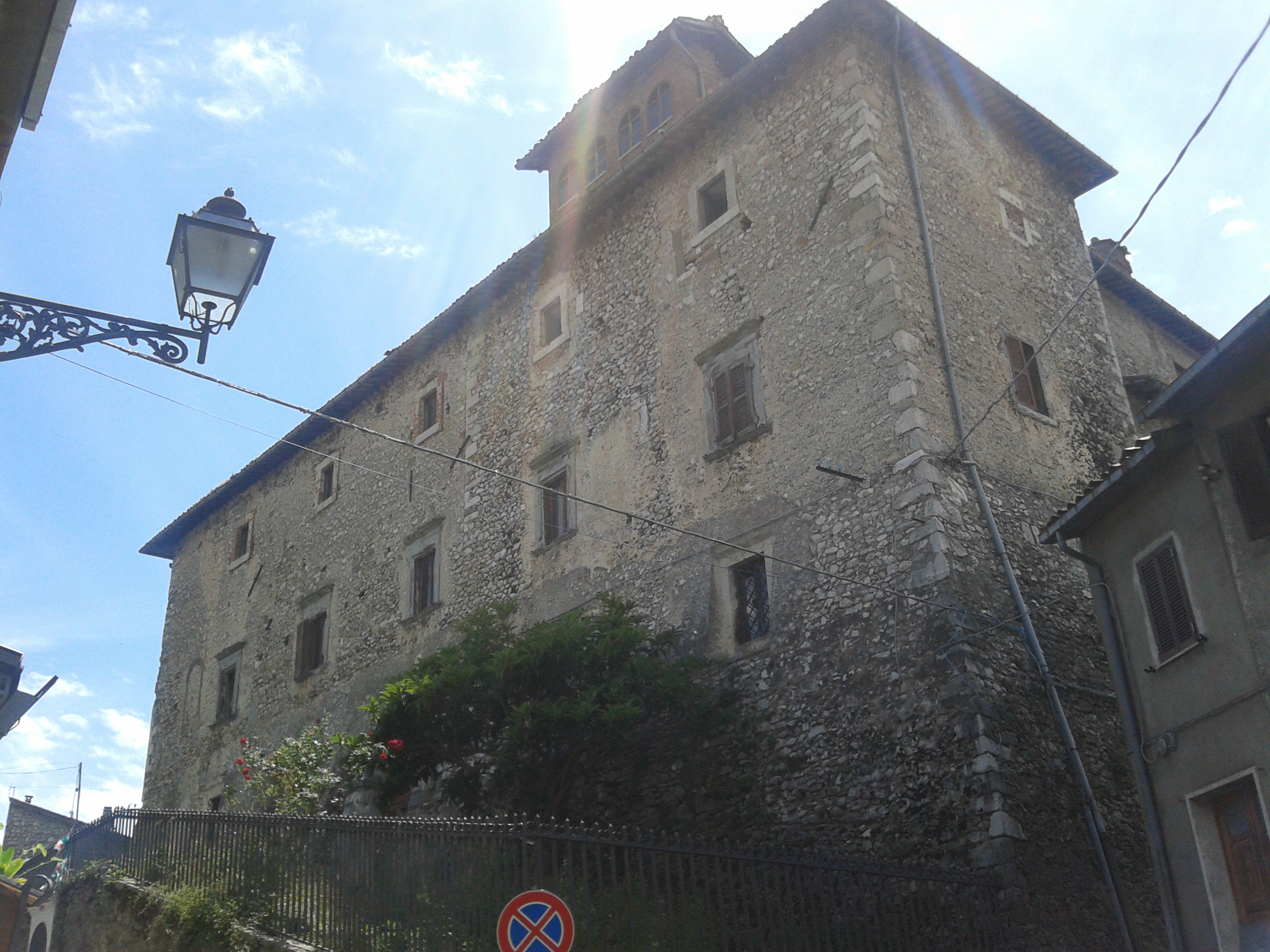
Palazzo baronale di Poggio Cinolfo

Nel territorio comunale si trovano le seguenti frazioni:
- Colli di Monte Bove
- Montesabinese
- Pietrasecca
- Poggio Cinolfo
- Tufo (Tufo Alto, Tufo Basso e Villetta)
- Villa Romana

## Economia

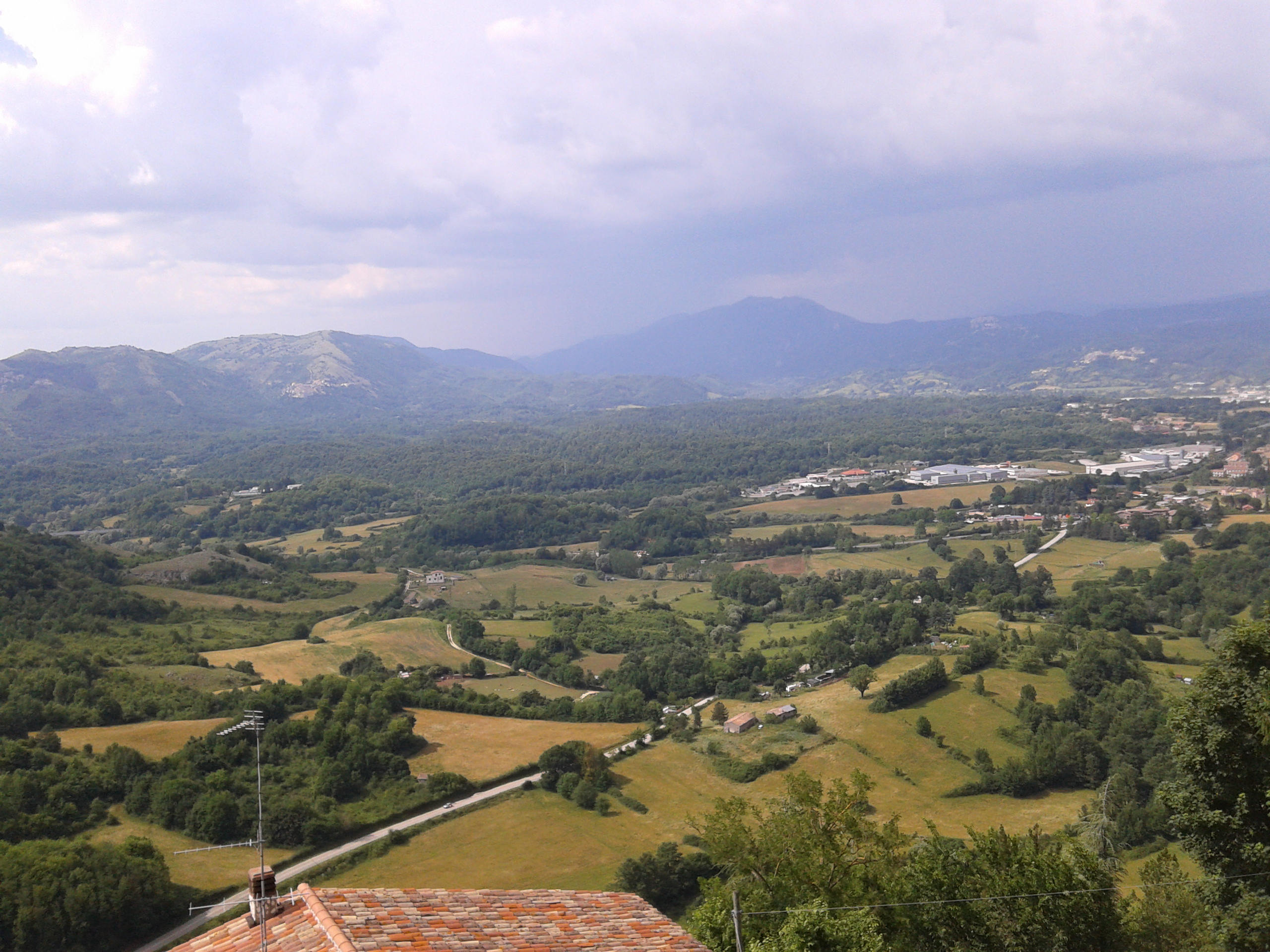
Panoramica della piana del Cavaliere

### Agricoltura
L'agricoltura e l'allevamento sono da sempre importanti fonti dell'economia carseolana. Prodotti tipici di Carsoli sono i latticini, i salumi e le carni ovine e bovine.

### Industria
Tra Carsoli ed Oricola, nei pressi dell'area autostradale della A24, venne istituito negli anni settanta il distretto industriale della piana del Cavaliere. Si tratta di una delle aree industrializzate dell'Abruzzo montano in cui operano diverse aziende del settore manifatturiero dell'editoria, grafica, ottica ed elettronica e tante altre operanti nei settori del legno, ceramica, della metallurgica, della chimica, dell'abbigliamento e degli alimentari. Molte le aziende note a livello nazionale e internazionale che hanno operato e che operano nel distretto carseolano: Il Sole 24 Ore, Rotosud Gruppo Espresso, Italpneumatica, Coca-Cola HBC, Mael, Lilli petroli ed Olivetti.

### Turismo
Carsoli fa parte dell'associazione nazionale Borghi autentici d'Italia. È un ideale punto di partenza verso i borghi antichi situati sui monti Carseolani che circondano la piana del Cavaliere e i numerosi sentieri naturalistici dell'alta valle dell'Aniene e dei territori limitrofi del sublacense e del turanense.

## Infrastrutture e trasporti

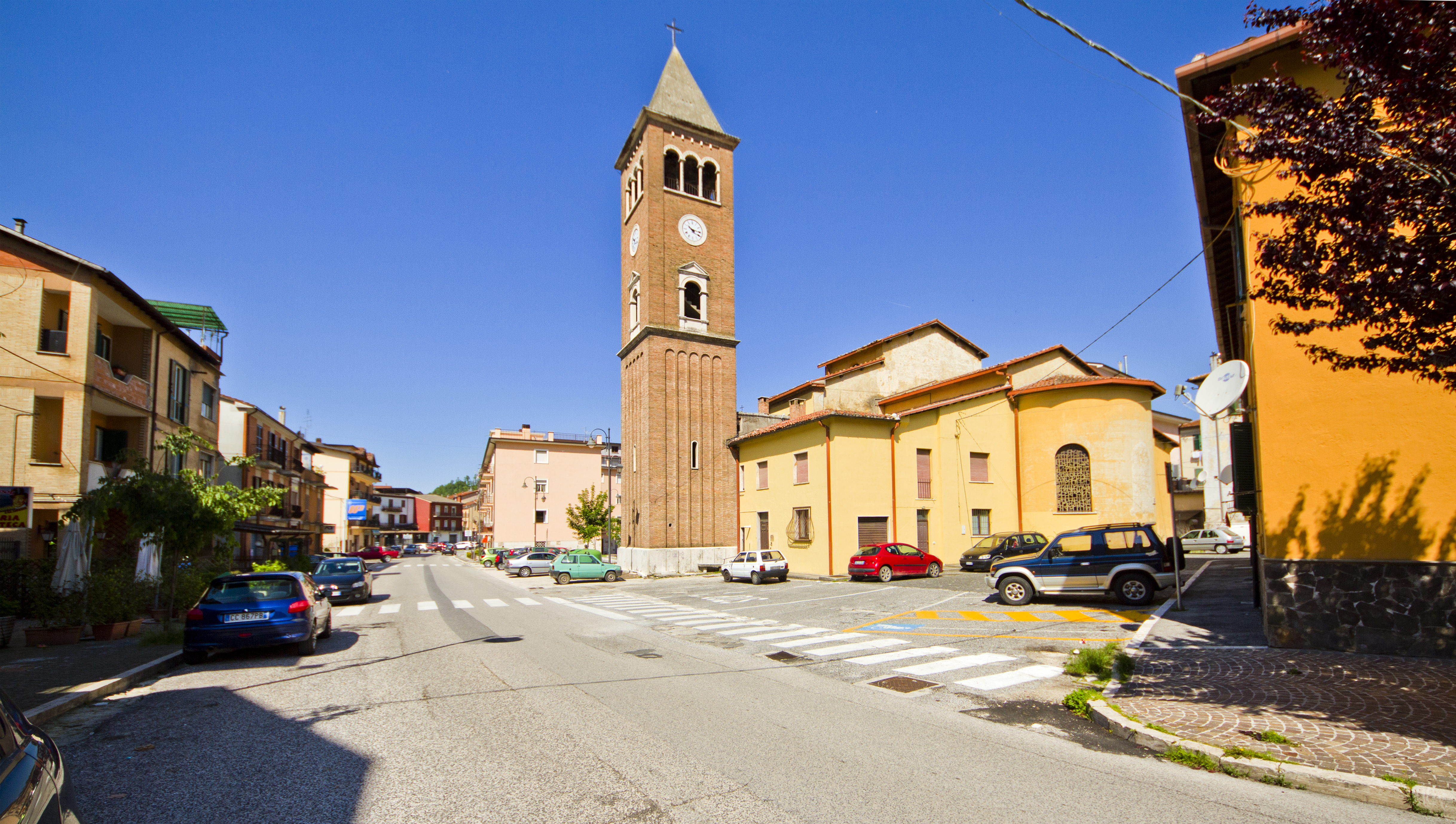
Il centro di Carsoli

### Strade
Carsoli rappresenta un nodo viario importante tra il Lazio e l'Abruzzo. Lungo l'autostrada A24, vicino al confine tra le due regioni, c'è lo svincolo di Carsoli-Oricola, che serve la piana del Cavaliere. Un secondo svincolo nel territorio comunale, quello di Tagliacozzo, si trova nei pressi della frazione di Pietrasecca; raggiungibile tramite la strada statale 5 quater Via Tiburtina Valeria, è accessibile in uscita solo in direzione Teramo e in ingresso solo in direzione Roma. 
La strada statale 5 Via Tiburtina Valeria attraversa il tratto urbano di Carsoli collegando Roma ad Avezzano e Pescara.

### Ferrovie
La ferrovia Roma-Pescara attraversa il comune di Carsoli servendolo con due stazioni: quella principale del capoluogo e quella di Colli di Monte Bove, a servizio dell'omonima frazione.

## Amministrazione

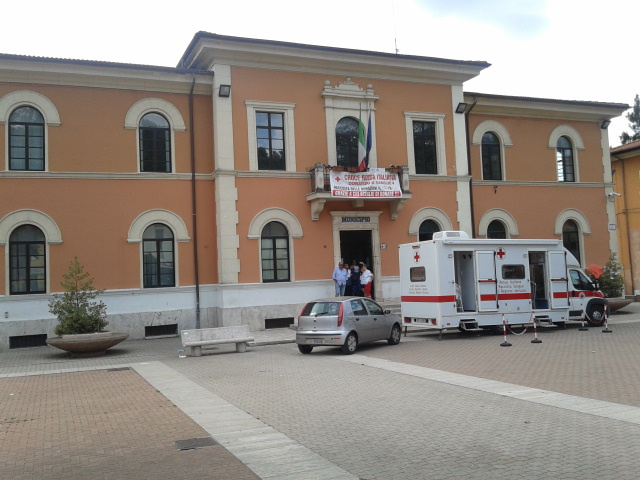
Municipio di Carsoli

Elenco dei sindaci di Carsoli dal 1985.
| Periodo           | Periodo           | Primo cittadino           | Partito                                  | Carica      | Note   |
| ----------------- | ----------------- | ------------------------- | ---------------------------------------- | ----------- | ------ |
| 29 giugno 1985    | 7 giugno 1990     | Giuseppe Negrini          | Partito Comunista Italiano (PCI)         | Sindaco     | [ 58 ] |
| 7 giugno 1990     | 9 gennaio 1993    | Vincenzo Lucarelli        | Democrazia Cristiana (DC)                | Sindaco     | [ 58 ] |
| 9 gennaio 1993    | 15 settembre 1994 | Eros De Angelis           | Partito Socialista Italiano (PSI)        | Sindaco     | [ 58 ] |
| 15 settembre 1994 | 21 novembre 1994  | Maria Cristina Di Stefano |                                          | Comm. pref. |        |
| 21 novembre 1994  | 30 novembre 1998  | Mauro Di Natale           | Partito Democratico della Sinistra (PDS) | Sindaco     | [ 59 ] |
| 30 novembre 1998  | 27 maggio 2003    | Luciano Lauri             | Lista civica                             | Sindaco     | [ 60 ] |
| 27 maggio 2003    | 15 aprile 2008    | Luciano Lauri             | Liste civiche di centro-destra           | Sindaco     | [ 61 ] |
| 15 aprile 2008    | 28 maggio 2013    | Mario Mazzetti            | Lista civica                             | Sindaco     | [ 62 ] |
| 28 maggio 2013    | 12 gennaio 2015   | Domenico D'Antonio        | Lista civica Costruiamo il futuro ora    | Sindaco     | [ 63 ] |
| 12 gennaio 2015   | 30 maggio 2015    | Ilaria Tortelli           |                                          | Comm. pref. |        |
| 31 maggio 2015    | 21 settembre 2020 | Velia Nazzarro            | Lista civica Carsoli domani              | Sindaco     | [ 64 ] |
| 22 settembre 2020 | 14 ottobre 2024   | Velia Nazzarro            | Lista civica Vivere Carsoli              | Sindaco     |        |
| 15 ottobre 2024   | 11 giugno 2025    | Maria Cristina Di Stefano |                                          | Comm. pref. | [ 65 ] |
| 12 giugno 2025    | in carica         | Alessandro Marcangeli     | Lista civica Amare Carsoli               | Sindaco     |        |

## Sport

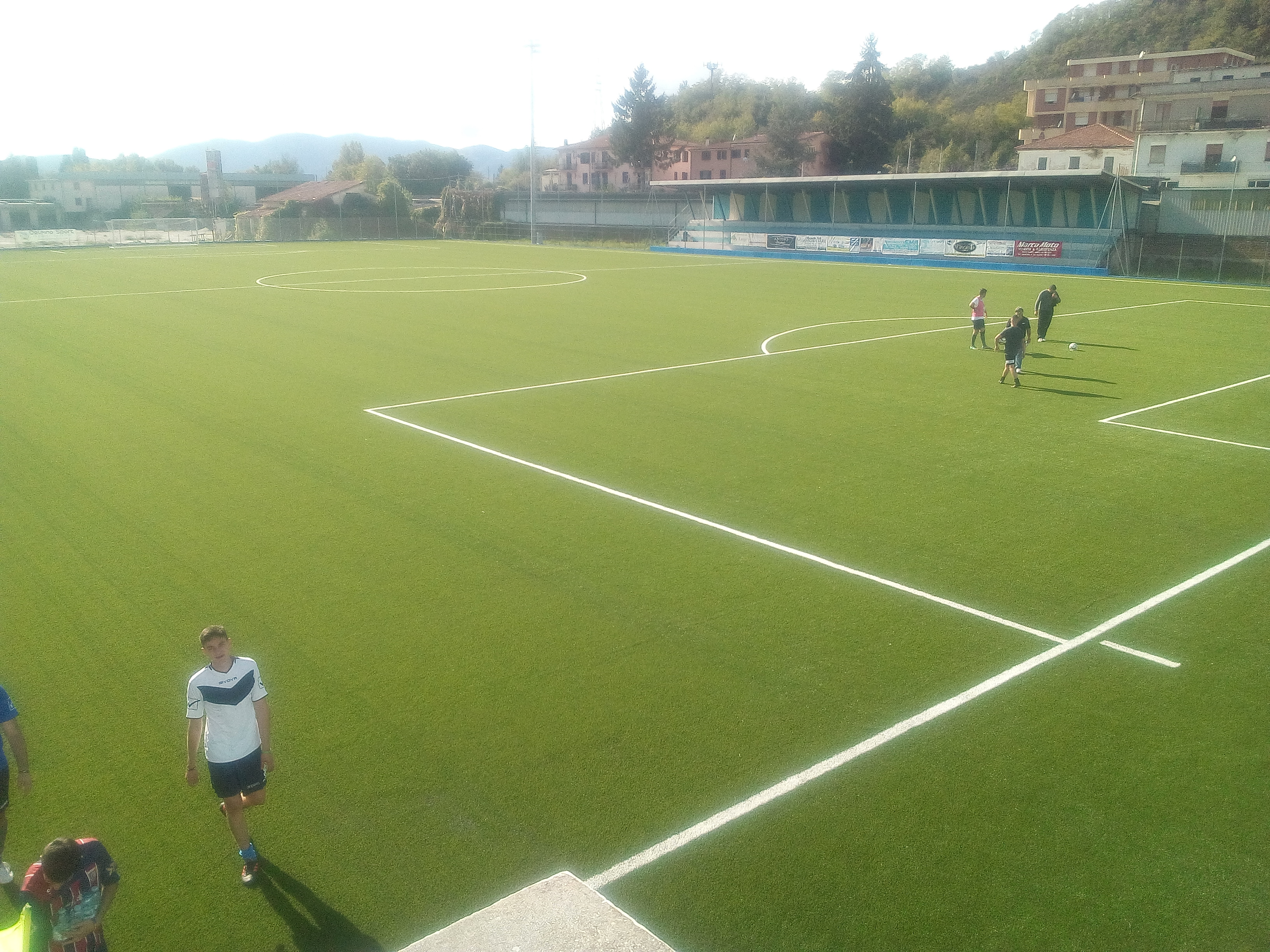
Stadio "Edoardo Marcangeli"

### Calcio
L'A.S.D. Carsoli è la principale società calcistica del comune, milita nei tornei dilettantistici abruzzesi. Raccoglie l'eredità dell'A.S.D. Piana del Cavaliere, realtà nata dalla fusione delle società sportive di Carsoli e Oricola e del Real Carsoli. I colori sociali sono il bianco e l'azzurro.
Lo stadio comunale in erba sintetica in cui la squadra carseolana disputa le gare casalinghe è stato intitolato ab antiquo a Cesare De Angelis e dal 2019 a Edoardo Marcangeli.

### Aviazione sportiva
A Carsoli è ubicata l'aviosuperficie "Il Pratone", utilizzata per il volo sportivo e ultraleggero.